# Los Muchachos-La Alborada
Los Muchachos - La Alborada es el nombre con que el INDEC designó en 2001 a una aglomeración urbana ubicada en el Departamento Rosario de la provincia de Santa Fe, Argentina. Se encuentra sobre la Ruta Nacional A012, entre las rutas provinciales 14 y 18, 17 km al sur de Rosario. El paraje Los Muchachos se encuentra a 500 m de la antigua estación Los Muchachos del ferrocarril de Rosario a Bahía Blanca, creado en 1910.

## Población
Cuenta con 129 habitantes (Indec, 2010), lo que representa un incremento del 72% frente a los 75 habitantes (Indec, 2001) del censo anterior.